# Ulrich Wobus
Ulrich Wobus (* 5. März 1942 in Niesky, Provinz Niederschlesien) ist ein deutscher Genetiker, Molekular- und Zellbiologe, der zuletzt das Leibniz-Institut für Pflanzengenetik und Kulturpflanzenforschung in Gatersleben leitete. Wobus betrieb Grundlagenforschung zur Pflanzenphysiologie und -genetik und machte sich um die Anwendung der Erkenntnisse in Biotechnologie und Pflanzenzüchtung verdient.

## Leben
Wobus studierte Biologie an der Universität Greifswald sowie an der Humboldt-Universität zu Berlin und schrieb seine Diplomarbeit zur Verhaltensbiologie bei Insekten. Anschließend wurde er wissenschaftlicher Assistent am Institut für Kulturpflanzenforschung in Gatersleben. Er promovierte 1969 an der Humboldt-Universität und erlangte 1982 die der Habilitation entsprechende „Promotion B“. Nach seiner Ernennung zum Professor durch die Akademie der Wissenschaften der DDR im Jahr 1986 wurde er ein Jahr später Leiter der Abteilung „Genwirkung“ am Zentralinstitut für Genetik und Kulturpflanzenforschung, das aus dem Institut für Kulturpflanzenforschung entstanden war.
Während der politischen Wende in der DDR wurde Wobus 1989 am Gaterslebener Zentralinstitut erster Sprecher des frei gewählten „Wissenschaftlichen Rates“. In dieser Funktion half er, den Wechsel der Institutsleitung und die Neuorganisation des Instituts zu vollziehen. Als das Institut 1992 unter dem Namen Institut für Pflanzengenetik und Kulturpflanzenforschung (IPK) als Einrichtung der Blauen Liste neugegründet wurde, übernahm er die Leitung der Arbeitsgruppe Genwirkung und der Abteilung Molekulargenetik sowie die Funktion des geschäftsführenden Direktors. 1994 erhielt er zusätzlich eine Professur für Genetik an der Martin-Luther-Universität Halle-Wittenberg.
Bis 2007 war Wobus geschäftsführender Direktor des IPK, das seit 2006 Leibniz-Instituts für Pflanzengenetik und Kulturpflanzenforschung heißt. Bis 2008 leitete er die dortige Abteilung für Molekulargenetik.
Ulrich Wobus ist mit der Biologin Anna M. Wobus verheiratet.

## Wirken
Bis in die 1980er Jahre befasste sich Wobus vor allem mit der Genom- und Genstruktur sowie der Regulation der Genexpression in tierischen Systemen, vornehmlich den Polytänchromosomen der Zuckmücken. Er gilt als Pionier der Molekularbiologie und der Gentechnik in der DDR. Seit Beginn der 1980er Jahre beschäftigte er sich mit molekulargenetischen und entwicklungsphysiologischen Fragen bei Kulturpflanzen. Fragen der Genexpression und des Speicherproteinstoffwechsels während der Entwicklung der Samen von Hülsenfrüchtlern und Getreide wurden Anknüpfungspunkte für züchtungsorientierte Arbeiten. Als wichtig gelten seine Beiträge zur Rolle von Zuckern als Signalmoleküle in der Samenentwicklung. Wobus veröffentlichte über 200 wissenschaftlichen Arbeiten, darunter sieben Buchpublikationen und zahlreiche Patentschriften.
Das IPK wurde, insbesondere seit seiner Neugründung 1992, entscheidend durch Wobus geprägt. Er betrieb die Weiterentwicklung der dortigen Kulturdatenbank, den Ausbau der Genomforschung an Getreide im Rahmen des 1996 von ihm konzipierten Pflanzengenom-Ressourcen-Centrums (PGRC) und die Etablierung eines Bioinformatik-Schwerpunkts. Darüber hinaus konnte er die Vernetzung der Grundlagenforschung mit der angewandten Biotechnologie und Pflanzenzüchtung fördern. Mehrere Biotechnologie-Firmen wurden auf dem IPK-Gelände ausgegründet.
Wobus und seine Frau organisierten die „Gaterslebener Begegnungen“ als Zusammenkunft von Natur- und Geisteswissenschaftlern mit Künstlern, Politikern und anderen Persönlichkeiten des öffentlichen Lebens, bei denen die gesellschaftliche Bedeutung aktueller Entwicklungen der Lebenswissenschaften diskutiert wurde.

## Auszeichnungen (Auswahl)
- 1964 Johann-Gottlieb-Fichte-Preis (1. Stufe) der Humboldt-Universität-Berlin
- 1993 Mitglied der Deutschen Akademie der Naturforscher Leopoldina[2]
- 1999 Korrespondierendes Mitglied der Nordrhein-Westfälischen Akademie der Wissenschaften[3]
- 2007 Bundesverdienstkreuz am Bande
- 2007 Ehrenmitglied der Gesellschaft für Pflanzenzüchtung (GPZ)[4]
- 2011 Cothenius-Medaille der Leopoldina[5]
- Mitglied der Berlin-Brandenburgischen Akademie der Wissenschaften[6]